# Halvard Vebjørnsson
Halvard Vebjørnsson (Lier, 1020 circa – 1043) è considerato il santo patrono della città di Oslo. Si festeggia il 15 maggio.

## Biografia e leggenda
Poco si conosce di Halvard prima delle circostanze della sua morte. Sarebbe nato a Lier quale figlio unico del proprietario terriero Vebjørn di Husaby e di Tory, una cugina del re Olaf il Santo.
Nel maggio del 1043 Halvard stava attraversando in barca il fiordo di Drammen, quando una donna si recò verso di lui correndo. La donna era inseguita da tre uomini che, accusandola di furto, volevano ucciderla per annegamento. Halvard credette all'innocenza della donna e accettò di prenderla a bordo della barca; ma i tre uomini, furiosi, uccisero entrambi. Halvard venne pugnalato e colpito con una freccia. Per nascondere il loro crimine gli uomini legarono il corpo del giovane a una ruota da mulino che gettarono nel fiordo.

## Culto
Esiste una leggenda che racconta che il suo corpo tornò a galla anche se aveva la macina da mulino ancora intorno al collo e questo causò l'arresto degli assassini.
Secondo un'altra versione, gli amici di Halvard cercarono il suo corpo e, una volta trovatolo, lo trassero dall'acqua con l'aiuto di rami secchi e gli fecero un sontuoso funerale nella sua località natale. Poco dopo i rami utilizzati nel suo ritrovamento fiorirono, il che fu considerato un miracolo e le voci sulla sua santità si diffusero. Essendo morto per difendere una donna innocente fu giudicato dalla gente quale martire.

Stemma di Oslo

Il giorno della sua morte fu registrato nel calendario runico come il 15 maggio. Questo giorno fu quindi dedicato dalla Chiesa cattolica alla sua festa.

### Reliquie
Nel 1053 i resti di Halvard furono collocati in un reliquiario con inserti di argento e posti nella chiesa di Santa Maria di Oslo. Nel 1130 fu traslato nell'appena costruita Cattedrale di San Halvard, oggigiorno in rovina, consacrata alla sua memoria e le sue reliquie furono motivo di pellegrinaggio da tutta la nazione.

### Iconografia
Gli attributi che di solito accompagnano la sua raffigurazione lo rappresentano con una ruota da mulino in una mano e delle frecce nell'altra. Nello stemma di Oslo viene rappresentato all'interno di un sigillo di fattura scandinava con due teste di leone mentre ai suoi piedi riposa una donna nuda.